# Kepler-452b
Kepler-452b (KOI-7016.01, інколи називають Земля-2) — екзопланета на орбіті жовтого карлика Kepler-452, розташованого в сузір'ї Лебедя. Екзопланету виявлено за допомогою космічного телескопа «Кеплер» транзитним методом — шляхом спостереження за зміною яскравості її материнської зорі, спричиненою проходженням планети на її тлі. Kepler-452b — перша з відкритих потенційно скелястих надземель, яка обертається навколо доволі схожої на Сонце зорі в зоні, придатній для життя. Згідно з індексом подібності Землі, Kepler-452b — четверта у списку планет, схожих на Землю.
Спостереження екзопланети Kepler-452b та її зорі тривали з травня 2009 року по липень 2014-го, після чого науковці протягом кількох років обробляли отримані дані різними методами. Як підсумок, 23 липня 2015 року американське космічне агентство НАСА оприлюднило інформацію про планету та її характеристики широкому загалу, провівши прес-конференцію та опублікувавши у відкритому доступі результати спостережень та їх аналіз. Завдяки цьому на короткий період часу тема «Kepler-452b» отримала широке висвітлення в непрофільній пресі: журналісти докладно описували екзопланету, брали інтерв'ю в учених тощо. Особливо багато уваги було приділено потенційній можливості існування на планеті життя земного типу; саме тому в мас-медіа Kepler-452b отримала неофіційну назву «Земля-2».
Екзопланета робить повний оберт навколо своєї зорі за 385 земних діб. Зоря розташована в Чумацькому Шляху, на відстані близько 1400 світлових років від Сонячної системи. Ця планета приблизно на 60 % більша за Землю і лежить в оптимістичній зоні придатності до життя. Не маючи змоги детально дослідити фізичні характеристики планети, вчені, однак, припустили, що Kepler-452b є скелястою і в п'ять разів важчою за Землю планетою, а гравітація на її поверхні вдвічі більша, ніж на нашій планеті. Екзопланета на 1,5 млрд років старша за Землю і проіснує ще приблизно 3,5 млрд років — до часу, коли закінчиться перебування материнської зорі на головній послідовності.

## Історія
Планету Kepler-452b виявлено та ідентифіковано у травні 2014 року, під час тестового запуску Центру управління орбітальною обсерваторією «Кеплер». Працівник центру Джозеф Твікен (англ. Joseph D. Twicken) оглянув базу даних і дав її на вихід конвеєр обробки первинних результатів спостережень. Після цього інформацію про екзопланету обробив конвеєр валідації даних (англ. Data Validation pipeline module). У результаті цієї обробки даних вчені отримали характеристики екзопланети, дуже близькі до земних. Час її повного оберту на орбіті становить 384,846 земних діб, а її радіус оцінено як 1,1 земного. На основі температурних параметрів планети (221 К) зроблено висновок про її альбедо — 0,3 (для порівняння, альбедо Землі становить 0,4).
Транзитну сигнатуру Kepler-452b було отримано в серпні 2013 року, але тоді її відкинули, оскільки апаратура давала неприпустимо велику інструментальну похибку. У листопаді 2014 року вдруге розглянуто інформацію про транзит екзопланети на фоні її зорі, здобуту із застосуванням ефективніших на той час методів обробки. Тоді планеті й надали індекс KOI-7016.01.
Інформація, яку отримали після пробного запуску обсерваторії в травні 2014 року, також дала змогу оцінити деякі параметри зорі, довкола якої обертається Kepler-452b. Відповідно до розрахунків радіус зорі становив 0,79 радіуса Сонця, а температура на поверхні — 5578 К (на Сонці — 5778 К). Однак вчені припускали, що зоря Kepler-452 має більший радіус, як і планета, що обертається навколо неї.
У травні 2014 року в обсерваторії Кека залучено до роботи додаткове спектрографічне обладнання для вивчення зорі Kepler-452 і на початку липня 2014 року одержано спектрометричні дані спостереження та зроблено точнішу оцінку параметрів досліджуваної зорі та її єдиної планети. Як і очікувалося, радіус планети виявився на 45 % більшим від розрахованого раніше.
23 липня 2015 року Національне управління з аеронавтики і дослідження космічного простору США (NASA) провело прес-конференцію, на якій було вперше оприлюднено результати досліджень Kepler-452b. На цій конференції було стисло розглянуто всю отриману інформацію про планету та про програму пошуку екзопланет загалом. Під час інтерв'ю Джон Мейс Грансфелд (англ. John Mace Grunsfeld), помічник адміністратора управління наукових місій NASA у штаб-квартирі агентства у Вашингтоні, заявив:
|  | На 20-й ювілейний рік, після того як було доведено існування інших планетних систем, орбітальний телескоп «Кеплер» відкрив планету й зорю, які більше за інших схожі на Землю та Сонце. Цей захопливий результат наближає нас ще на один крок до знаходження Землі-2.0. |

Разом з цим, у той же день видання The Astronomical Journal опублікувало статтю, в якій представлено докладний звіт групи вчених щодо дослідження екзопланети. У статті зібрані результати кількарічних досліджень великої групи спеціалістів, а також подано докладний опис методики розрахунків. У цьому звіті також висунуто кілька припущень щодо можливого хімічного складу планети та існування гіпотетичних форм життя на її поверхні.
24 вересня 2015 року завершено формування останнього на той час повного каталогу досліджених телескопом «Кеплер» кандидатів в екзопланети (англ. exoplanets candidates), який отримав назву «Kepler Object of Interest (KOI) Catalog — Q1–Q17 DR24». У цей каталог ввійшли всі об'єкти інтересу, досліджені в процесі місії: як і підтверджені планети, так і кандидати в них. Того ж дня NASA опублікувало весь каталог на своєму сайті. Під час роботи над ним також уточнено параметри багатьох об'єктів, зокрема й Kepler-452b. Для цієї екзопланети уточнено значення глибини та тривалості транзиту, середньої температури на поверхні, інсоляції відносно Землі та радіуса. Для материнської зорі уточнено значення ефективної температури, гравітації на поверхні та радіуса. Таким чином, на той момент було сформовано два набори значень параметрів для Kepler-452b, які були опубліковані у двох різних каталогах: каталозі підтверджених екзопланет та каталозі всіх об'єктів інтересу.
9 грудня 2015 року NASA опублікувало останній фрагмент (Q-17) бази даних необроблених результатів спостережень, виконаних телескопом «Кеплер». Таким чином, уся інформація, яку збирав телескоп з 2 травня 2009 року по 11 травня 2013 року, була оприлюднена. Ці дані охоплюють результати фотометричних спостережень за зорею Kepler-452.
30 березня 2016 року співробітниками Колумбійського університету Цзінцзін Чень (англ. Jingjing Chen) та Девідом Кіппінгом (англ. David Kipping) була опублікована стаття, в якій представлена нова математична модель для оцінки маси та радіусу екзопланет. В процесі роботи над цією моделлю вчені також розрахували новим способом передбачувану масу для Kepler-452b та обчислили імовірність її скелястості.
10 травня 2016 року в журналі The Astrophysical Journal опубліковано статтю, в якій подано детальний аналіз хибнопозитивної ймовірності (англ. False Positive Probabilities) для всіх досліджуваних «Кеплером» об'єктів. До опрацьованих екзопланет належить також Kepler-452b. Розрахована математичними методами ймовірність хибності результатів досліджень для цієї екзопланети становила 0,25 %. Планетам, для яких це значення становило менше ніж 1 %, було надано статус «підтверджені». Отже, для Kepler-452b вдруге було проведено подібне дослідження на хибність результатів, які доводять її існування, і вдруге планета отримала статус підтвердженої.

## Дослідження та обробка даних
Здебільшого під час пошуку екзопланет використовують метод спектрометричного вимірювання радіальної швидкості зірок (інша назва — метод Доплера). Він дозволяє відносно точно визначити характеристики планет (масу, період обертання, ексцентриситет, кут обертання тощо). Метод полягає в тому, що планета, обертаючись навколо зорі, гравітаційно впливає на неї, періодично змінюючи її радіальну швидкість. Зміна швидкості зорі й фіксується цим методом. Але у випадку дослідження Kepler-452b такі вимірювання провести не вдалось, оскільки маса планети надто мала (у порівнянні з масою зорі), і тому зміна швидкості зорі становить усього близько 45 см/с, а таке значення є замалим для фіксації. Тому дані про планету було зібрано із застосуванням транзитного методу та спектрометрії. Спостереження за зорею проводилися також із застосуванням адаптивної оптики, а саме системою NIRC2 на базі телескопа Кек II.. Інші методи пошуку екзопланет (гравітаційне мікролінзування, метод періодичних пульсацій тощо) неможливо було застосувати для цієї планетної системи.
Як вважає Джозеф Твікен, скоріше за все людство ніколи не зможе отримати точні дані (інформацію про поверхню, повний хімічний склад, рельєф, життя на поверхні тощо) про Kepler-452b. 

### Фотометрія
З 2009 року космічна обсерваторія «Кеплер» отримала фотометричні дані в полі зору (FOV) 115 квадратних градусів поблизу сузір'їв Лебедя та Ліри. За період із 13 травня 2009 року по 11 травня 2013 року телескоп отримав дані про більш ніж 111 800 зір, зокрема і про Kepler-452. Загальний час спостережень становив 1591 годину. Сеанси спостережень було розбито на тримісячні періоди (≈93 доби), які, у свою чергу, було поділено на так звані «чверті» (англ. Quarters). Такий поділ на сеанси спостережень було зроблено тому, що телескоп потрібно час від часу повертати, щоб його сонячні панелі завжди було повернуто до Сонця, а отже, неможливо постійно спостерігати якусь одну ділянку неба.
Дані про відносну зміну світлового потоку цієї зорі були отримані як результат 18 серій спостережень (Q0, Q1, Q2, …, Q17). Кожна з таких серій тривала приблизно 30—35 днів. Перша (Q0) та остання (Q17) серії тривали менше часу — це було зумовлено технічними проблемами з телескопом. Перше проходження планети було ідентифіковано в четвертому сеансі спостережень (Q3), а наступні проходження було знайдено в серіях 8, 12, 16 (Q7, Q11, Q15) з часовим інтервалом ≈ 385 днів. Час транзиту по диску становив 10,5 годин. Планету було знайдено при значенні дисперсії швидкості 9,7 σ, при тому, що прохідний параметр становить 7,1 σ. Перевірка на змістовність також була проведена компонентою TPS (англ. Transiting Planet Search), яка є частиною конвеєра інформації Центру обробки даних (англ. Science Operation Center). Крива поглинання світла та транзитна сигнатура були приведені у відповідність методом Кейсі Мандела (англ. Kaisey Mandel) та Еріка Агола (англ. Eric Agol) для того, щоб ці дані можна було обробити модулем валідації даних. Повний звіт про результати валідації фотометричних даних було зроблено 20 вересня 2014 року.

На графіку показано результати серійних фотометричних спостережень за зорею Kepler-452. Вертикальна шкала (ординат) виражає потік енергії від зорі до приймача у відносних одиницях. Горизонтальна шкала (абсцис) є відносною шкалою часу в годинах, де точка відліку позначена червоним трикутником і розташована в місці максимального перекриття зорі планетою. Чорними цятками позначено всі положення зорі на енергетичній шкалі, а синіми — усереднені. Червона лінія є апроксимаційною кривою, тобто усереднено показує тенденцію зміни світлового потоку.

### Спектроскопія
| Параметр                                 | Значення    |
| ---------------------------------------- | ----------- |
| Обсерваторія Мак-Дональд                 |             |
| Ефективна температура [К]                | 5650 ± 108  |
| Гравітація на поверхні [см/с2]           | 4,45 ± 0,16 |
| Металічність (Fe/H)                      | 0,21 ± 0,07 |
| Передбачувана швидкість обертання [км/с] | 4,3 ± 0,5   |
| Обсерваторія Віппла                      |             |
| Ефективна температура [К]                | 5751 ± 55   |
| Гравітація на поверхні [см/с2]           | 4,43 ± 0,10 |
| Металічність (Fe/H)                      | 0,40 ± 0,08 |
| Передбачувана швидкість обертання [км/с] | 4,2 ± 0,5   |
| Обсерваторія Кек                         |             |
| Ефективна температура [К]                | 5757 ± 60   |
| Гравітація на поверхні [см/с2]           | 4,32 ± 0,07 |
| Металічність (Fe/H)                      | 0,21 ± 0,04 |
| Передбачувана швидкість обертання [км/с] | <1          |

Через несподівано малий отриманий радіус зорі Kepler-452 для ефективнішого аналізу було прийнято рішення про залучення потужного спектроскопічного обладнання з метою отримання детальних спектрометричних даних зорі. У травні 2014 року група вчених залучила до дослідження спектрограф з обсерваторії Мак-Дональд, а через місяць — ще два спектрографи обсерваторії Віппла. Щоб уточнити параметри зорі, отримані зі спектральних спостережень, у липні 2014 року до роботи було залучено спектрометр HIRES з обсерваторії Кек І разом з інструментами обробки спектроскопічних даних. Отримані дані було проаналізовано трьома незалежними методами для того, щоб систематизувати похибки різних програмних пакетів і отримати найточніші усереднені дані.

#### Обробка даних зі спектрографа Tull
Група вчених отримала спектральну характеристику материнської зорі з використанням спектрографа Роберта Тулла (англ. Robert G. Tull), який розміщений на 2,7-метровому телескопі Харлана Дж. Сміта (англ. Harlan J. Smith Telescope) в обсерваторії Мак-Дональд. Спостереження за зорею проводилися вночі 18 травня 2014 року. Час експозиції становив 1720 секунд і отриманий у результаті спектр перебував у межах значення довжини хвилі 5650 Å. Параметри зорі було розраховано спеціально розробленим програмним пакетом Kea. У результаті було отримано перші уточнені значення параметрів материнської зорі.

#### Обробка даних зі спектрографа TRES
Вчені також отримали дві спектральні криві, застосовуючи спектрограф TRES (англ. Tillinghast Reflector Echelle Spectrograph), який був розташований на 1,5-метровому телескопі в обсерваторії імені Віппла. Спектрограф здатний проводити спостереження в діапазоні довжин хвиль ∼3900—9100 Å і має спектральну роздільну здатність R = 44 000. Спостереження проводилися 9 та 14 липня 2014 року, а результати обробки даних було опубліковано в роботі Ларса Аструпа Бучхаве (англ. Lars Astrup Buchhave). У цьому випадку для визначення параметрів зорі була використана методика SPC (англ. Spectral Parameter Classification). Цей спосіб порівнює кореляції у спектрі, який досліджують, зі штучно створеним порівняльним спектром. В основу штучно створеного спектру була взята модель зоряних атмосфер Роберта Куруца (англ. Robert L. Kurucz).

#### HIRES-спектроскопія
3 липня 2014 року для зорі Kepler-452 було отримано спектр високої роздільної здатності з використанням телескопа Кек I та спектрометра HIRES. Під час спостережень були використані стандартні інструменти та налаштування спектрометра, розроблені групою дослідників California Planet Survey (CPS). Отриманий спектр було порівняно зі спектрами 800 інших зірок, взятих з діаграми Герцшпрунга — Рассела за допомогою програмного методу обробки SpecMatch.

### Спостереження проекту SETI
Наприкінці липня 2015 року стало відомо, що проект пошуку позаземного життя SETI почав проводити радіоспостереження екзопланети Kepler-452b. У своїх спостереженнях проект застосовує антенний масив Аллена — наземну систему з 42-х супутникових 6-метрових антен, яка здатна проводити спостереження в діапазоні частот від 0,5 до 11,2 ГГц. На час прес-релізу було вже проведено спостереження в 2 млн каналів частот, але безрезультатно. Хоча, як заявляють працівники служби, телескопу ще потрібно отримати результати для 9 млн каналів, тому спостереження триватимуть. Як заявив головний астрофізик інституту SETI Сет Шостак (англ. Seth Shostak):
|  | Нема причини розчаровуватися. Бактерії, трилобіти, динозаври — вони були тут (на Землі — прим. перекл.), але вони не створювали радіопередавачі. Є три способи виявити життя в космосі. Перший називається «підіть туди й подивіться», як це люди робили на Місяці чи Марсі. Для планети Kepler-452b ця подорож є неможливою за сучасного рівня розвитку технологій. Другий зветься: «побудуйте телескоп та оцініть ступінь відбиття планетою світла». Телескоп Габбл вже веде подібні спостереження. Третій спосіб полягає в пошуку сигналів, які могли бути створені розумними цивілізаціями. Цим і займається служба SETI. |

## Материнська зоря Kepler-452

### Вивчення та розрахунок параметрів зорі

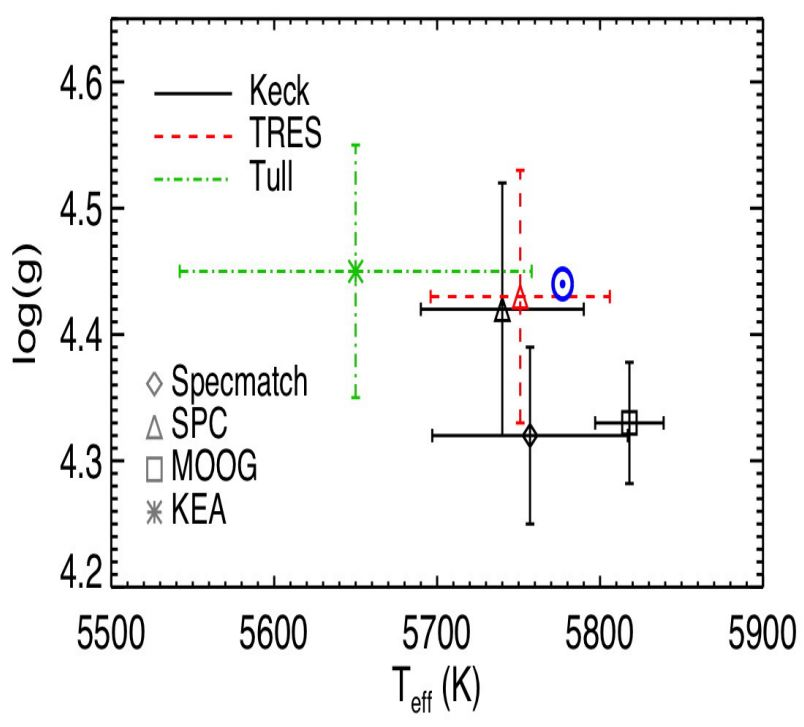
Відношення гравітації на поверхні як функції ефективної температури для зорі Kepler-452. Вертикальна вісь ординат є логарифмічною шкалою гравітації на поверхні зорі. Горизонтальна шкала абсцис зображує температуру на поверхні зорі в Кельвінах. На графіку наведено результати обробки спектроскопічних даних чотирма різними методами — це показано різними позначками (ромб, трикутник, зірка, квадрат). Різновид ліній (неперервна, пунктирна, пунктирна з цятками) та їхній колір (чорний, червоний та зелений) показують, яким приладом були проведені спостереження. Для порівняння, в правій частині діаграми наведене Сонце — воно зображене синім колом з цяткою.

Оскільки зоря KIC 8311864 (або Kepler-452) розташована дуже далеко від Землі, її неможливо спостерігати класичними прямими методами інтерферометрії та астросейсмології. Тому для оцінки приблизної маси зорі, радіуса та густини було застосовано метод порівняння властивостей атмосфери з внутрішніми фізичними моделями. Така оцінка була зроблена чотирма способами (див. рисунок). Невелика диференціація отриманих різними способами результатів (1 %) говорить про те, що похибка скоріше зумовлена відмінністю самих методів, а не виродженням характеристик зоряної атмосфери. У порівнянні з Сонцем Kepler-452 трохи холодніша, трохи більша і приблизно на 60 % металічніша за нього.
Щоб досягнути повної згоди, група вчених методом SpecMatch розрахувала параметри температури, гравітації на поверхні та металічності зорі шляхом усереднення результатів інших відомих методів оцінки. Для розрахунку внутрішніх параметрів зорі було застосовано програмний набір сітки ізохрон Дартмута (англ. Dartmouth isochrones grid), куди були занесені параметри Teff, log g, а також [Fe/H]. Усі вхідні дані було спочатку оброблено методом Монте-Карло марковських ланцюгів, а вже потім зроблено близько 106 ітерацій розрахунків. Як і очікувалось, зоря дещо еволюціонувала від нульової точки головної послідовності. Отримане значення її радіусу коливається в межах 1,02—1,26 R☉, а найбільш ймовірне значення — 1,11 R☉.
Після значної кількості розрахунків була також отримана інформація про вік, масу та радіус зорі вже з використанням методу сітки ізохрон Йонсеі-Яле (англ. Yonsei-Yale isochrones) з використанням спектрів HIRES (з телескопа Кек І), які були оброблені програмним пакетом MOOG. Розрахований вік зорі становить 5,2 (3,4—7,5) млрд років, а її маса 1,07 (1,02—1,12) M☉.

### Параметри зорі
Зоря Kepler-452 — жовтий карлик, який належить до спектрального класу G2V. Її видима зоряна величина становить приблизно 13,367, а абсолютна зоряна величина — 5,2.
Отримано методом спектроскопії високої роздільної здатності з використанням SpecMatch:
- Ефективна температура [K] = 5757 ± 85
- Гравітація на поверхні log(g) [см/с2] = 4,32 ± 0,09
- Металічність [Fe/H] = 0,21 ± 0,09

Отримано при підставленні параметрів Teff, log g, а також [Fe/H] в сітки ізохрон:
- Радіус (R☉) = 1,11 +0,15
−0,09
- Маса (M☉) = 1,037 +0,054
−0,047
- Середня густина [гр/см3] = 0,84 +0,40
−0,19
- Вік [млрд років] = 6 ± 2

## Характеристики планети Kepler-452b

### Загальний опис
Екзопланета Kepler-452b розташована в нашій галактиці, в рукаві Оріона (у ньому перебуває й наша Сонячна система) на відстані ≈1400 світлових років (430 пк ≈ 1,327×1016 км або приблизно 13 квадрильйонів км) від Землі в сузір'ї Лебедя. Сидеричний період обертання Kepler-452b становить ≈384,843 земних днів (для Землі ≈365,256) — тобто, рік триває на 19 діб довше, ніж на нашій планеті. Радіус становить ≈10 432 км (в 1,63 раз більше земного), а маса приблизно в 5 разів перевищує земну. Якщо припущення вчених про скелястість планети вірні, то, на думку видання Space.com, на її поверхні можуть проходити активні вулканічні процеси, а атмосфера імовірно є щільною та непрозорою.. Вік Kepler-452b становить приблизно 6,04 млрд років з моменту утворення (на 1,5 млрд років старша від Землі) і, за прогнозами вчених, екзопланета існуватиме в оптимістичній зоні життя ще ≈3,5 млрд років.

### Методика вивчення
Як і у випадку із зорею, вхідні дані стосовно планети було приведено методом Монте-Карло марковських ланцюгів. Після цього низку вхідних параметрів було підставлено у відповідне програмне забезпечення, де було сформовано 10 наборів із 1 000 000-елементних ланцюгів Маркова. Стандартне відхилення отриманих результатів становило 1σ.
| Параметр                               | Значення (по каталогу підтверджених екзопланет) | Значення (по каталогу Q1–Q17 DR24) |
| -------------------------------------- | ----------------------------------------------- | ---------------------------------- |
| Транзитні та орбітальні параметри      |                                                 |                                    |
| Період обертання [день]                | 384,843+0,007 −0,012                            | 384.843022±0.009989                |
| Епоха (BJD — 2454833)                  | 314,985+0,015 −0,019                            | 314.9836±0.0196                    |
| Відносний радіус планети (RP/R*)       | 0,0128+0,0013 −0,0006                           | 0.013018+0.000595 −0.000866        |
| Прицільний параметр                    | 0,69+0,16 −0,45                                 | 0.2004+0.2386 −0.2004              |
| Нахил орбіти i [°]                     | 89,806+0,134 −0,049                             | 89.95                              |
| Глибина транзиту (Tdep, ppm)           | 199+18 −21                                      | 204.7±18.9                         |
| Тривалість транзиту (Tdur, [год])      | 10,63+0,53 −0,60                                | 10.367±0.534                       |
| Ексцентриситет (e)                     | 0,035±0,75                                      | N/A                                |
| Параметри планети                      |                                                 |                                    |
| Радіус (RP/R⊕)                         | 1,63+0,23 −0,20                                 | 1.13+0.35 −0.09                    |
| Орбітальна велика піввісь (a, [а. о.]) | 1,046+0,019 −0,015                              | 0.9892                             |
| Середня температура (Tequ, [K])        | 265+15 −13                                      | 220                                |
| Інсоляція відносно Землі               | 1,10+0,29 −0,22                                 | N/A                                |
| Примітки1. 2. 3. 4. 5. 6. 7.           |                                                 |                                    |

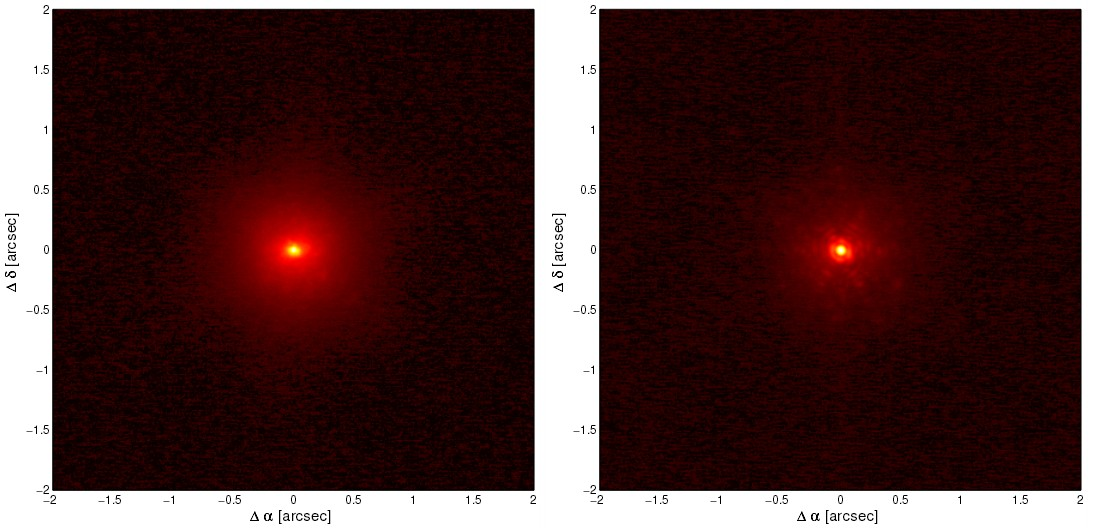
Зображення зорі Kepler-452, отримані інструментом NIRC (The Near Infrared Camera) на базі телескопа Кека II 13 червня 2014 року. Фотографію ліворуч зроблено в (10 000 — 20 000 МГц) — це ближнє інфрачервоне випромінювання. Зображення праворуч отримане в (20 000 — 40 000 Мгц) — це діапазон частот, що відповідає сантиметровим довжинам хвиль. На жодному із зображень не видно іншого астрономічного об'єкта, який міг би бути джерелом зміни блиску Kepler-452 під час фотометричних спостережень. По горизонтальній осі графіків відкладено пряме піднесення, по вертикальній — схилення (у кутових секундах, arcsec).

На кутовій відстані 4″ від Kepler-452 на зоряному небі розташована ще одна зоря. Для того, щоб повністю уникнути ймовірності, що кореляції яскравості вивченої зорі були створені проходженням якогось іншого об'єкту по диску, було проведено додаткові спостереження з використанням різноманітних інструментів. Як відомо, за обробки певних астрономічних даних завжди існує ймовірність, що вони були отримані через велику кількість дефектів, які можуть включати похибки апаратури, недостатню кількість отриманих даних, їхню неправильну інтерпретацію тощо. Щоб повністю позбутися сумніву в зроблених висновках, вчені провели так званий змішаний аналіз (англ. Blender Analysis) усіх накопичених даних.

### Придатність до життя та хімічний склад планети
Після остаточного отримання всіх можливих параметрів розглянутої планетної системи вчені прагнули зробити висновки про склад планети та її розташування в зоні, придатній для життя. Була оцінена ймовірність перебування Kepler-452b в зоні життя своєї зірки та впливу невизначеності значення ексцентриситету орбіти на перебування в цій зоні (для конкретної планети ексцентриситет встановлено з дуже великою похибкою). У першу чергу, вчені дійшли висновку, що скоріше за все планета є скелястою, і, враховуючи потік енергії, який вона отримує від своєї зорі, на поверхні може існувати вода в рідкій формі.

#### Придатність до життя
Використовуючи статистичне наближення згідно з роботою Гільєрмо Торреса (англ. Guillermo Torres), вчені взяли набір значень потоків інсоляції, визначених у роботі Раві Коппарапу (гінді Ravi Kumar Kopparapu) для Венери на теперішньому етапі існування та Марса в минулому, які відіграли роль внутрішнього та зовнішнього країв широкої або «оптимістичної» зони, придатної до життя. Крім того, було взято значення для необмежено ростучого парникового ефекту (англ. Runaway greenhouse effect) і максимального парникового ефекту (англ. Maximum greenhouse) як внутрішній і зовнішній краї вузької або «консервативної» зони життя. Беручи до уваги всі ці дані, було отримано множину значень рівнів інсоляції в порівнянні із Землею за формулою:
{\displaystyle {\frac {S_{\mathrm {eff} }}{S_{\bigoplus }}}=a^{-2}\left({\frac {T_{\mathrm {eff} }}{T_{\bigodot }}}\right)^{4}\left({\frac {R_{*}}{R_{\bigodot }}}\right)^{2}},
де T☉ = 5778 K — температура Сонця, Teff — ефективна температура досліджуваної зорі, a — відстань від зорі до планети, в астрономічних одиницях, і R* — радіус зорі.
Для кожного параметра ефективної температури набір значень інсоляцій приводився до порівнюваних зразків. Отриманий результат позначався як «життєздатний», якщо значення лежали в межах оптимістичної або консервативної придатної до життя зони. Як показали обчислення, 96,8 % результатів для планети лежать в оптимістичній зоні життя.
Згідно з каталогом екзопланет, придатних до життя, який був укладений в Університеті Пуерто-Рико в Аресібо планета, яка найбільше схожа на Землю — це Kepler-438b — вона на 10 % більша за Землю, на 30 % важча й обертається довкола оранжевої карликової зорі, що розташована на відстані 473 світлових років від Сонця. Згідно з каталогом, сформованим за індексом подібності до Землі, який встановлює схожість характеристик екзопланет із земними (де Земля має індекс 1), серед планет в оптимістичній зон життя вищезгадана Kepler-438b має значення 0,88. Вважається: якщо індекс перевищує значення 0,9, то екзопланета справді дуже подібна до Землі. Значення індексу для Kepler-452b становить 0,83, що є практично таким самим, як у Kepler-62e. У таблиці планет в оптимістичній зоні придатності до життя, відсортованій за індексами подібності до Землі, Kepler-452b посідає четверте місце (станом на 5 липня 2016 року).
| #   | Назва       | ESI  | SPH  | HZD   | HZC   | HZA   | pClass           | hClass      |
| --- | ----------- | ---- | ---- | ----- | ----- | ----- | ---------------- | ----------- |
| Н/Д | Земля       | 1.00 | 0.72 | -0.50 | -0.31 | -0.52 | тепла земля      | мезопланета |
| 1   | Kepler-452b | 0.83 | 0.93 | -0.61 | -0.15 | -0.30 | тепла суперземля | мезопланета |

Пояснення 1. 
2. 
3. 
4. 
5. 
6. 
7. 

#### Хімічний склад планети
Для оцінки хімічного складу вченим недостатньо мати транзитну сигнатуру планети або криву зміни радіальної швидкості зорі, довкола якої обертається досліджувана екзопланета. Важливо отримати спектроскопічні дані цих екзопланет, оскільки кожен хімічний елемент має свій унікальний «відбиток» на спектральній діаграмі. У залежності від якості отриманої спектральної характеристики можна провести аналіз наявності певних хімічних сполук чи елементів в атмосфері та на поверхні. У випадку Kepler-452b отримати спектральну характеристику самої планети вченим не вдалось, оскільки тогочасне обладнання не дозволяло відрізнити світло від її диску на тлі світла материнської зорі. Першою чергою це зумовлено несприятливим відношенням світностей планети та зорі, а також великою відстанню, на якій проводилися спостереження за об'єктом. Таким чином, провести якісну оцінку хімічного складу планети не вдалось.
Тим не менше, щоб зробити хоч які-небудь припущення про хімічний склад планети, вченими були застосовані непрямі методи досліджень, які ґрунтуються на використанні певних математичних моделей. Одним із таких методів є оцінка імовірності належності планети до класу «скелястих» або «кам'янистих» (англ. rocky). Термін «скеляста планета» значить, що за хімічним наповненням така планета є схожою на планети земної групи, а отже в її складі переважають силікатні породи або залізо. У випадку з Kepler-452b використання моделей оцінки скелястості планети дало змогу отримати які-небудь дані про її імовірний хімічний склад.
Для Kepler-452b оцінка хімічного складу була зроблена двома незалежними групами вчених, які використали два різні статистичних підходи для розрахунку відношення маса-радіус та подальшого отримання імовірності скелястості планети. Результати першого такого дослідження було опубліковано в оригінальній роботі від 23 липня 2015 року групою вчених під керівництвом Джона Дженкінса (англ. Jon M. Jenkins). Друге — в ході роботи Цзінцзін Чєнь та Девіда Кіппінга над новою моделлю для отримання параметрів екзопланет з різними значеннями мас та радіуса.

##### Оцінка групою Джона Дженкінса
При дослідженні Kepler-452b масу планети виміряти практично неможливо. Тому щоб зробити припущення про її скелястість, потрібно використати статистичний розподіл маса-радіус (M-R). Один із таких розподілів був розроблений Лауреном Вейссом (англ. Lauren M. Weiss) та Джеффрі Вільямом Марсі (англ. Geoffrey William Marcy), в якому маса планети є детерміністичною функцією її радіуса:
{\displaystyle M_{p}=\min \left\{{\frac {2{,}43+3{,}39R_{p}}{5{,}513}}R_{p}^{3},2{,}69R_{p}^{0{,}93}\right\}},
де Mp і Rp — це, відповідно, маса і радіус планети відносно значень для Землі.
Як альтернативу можна використати також розрахунки Енджі Вольфганг (англ. Angie Wolfgang) і Леслі Енн Роджерс (англ. Leslie Ann Rogers), де із заданого параметру радіуса планети можна отримати набір можливих значень її маси:
{\displaystyle M_{p}\thicksim N(\mu =2{,}7R_{p}^{1{,}3};\sigma =1{,}9)},
де N (µ; σ) позначає нормальний розподіл (гаусівський) з математичним сподіванням µ, і дисперсією випадкової величини (стандартним нормальним розподілом) σ.
Ці обидва методи використовуються для побудови пар значень (Mp, Rp), які потім можна порівняти з теоретичними кривими M—R згідно з роботою Джонатана Фортні (англ. Jonathan J. Fortney). Його модель дає змогу наближено математично передбачати ці пари значень для планет з різним структурним наповненням. У конкретному випадку була застосована формула для залізно-кам'янистої (скелястої) планети, де значення її скелястої частки було прийнятим 100 %:
{\displaystyle R_{\mathrm {rock} }=(0{,}0592f_{\mathrm {rock} }+0{,}0975)(\log M_{p}^{2})+(0{,}2337f_{\mathrm {rock} }+0{,}4938)\log M_{p}+(0{,}3102f_{\mathrm {rock} }+0{,}7932)},
де frock — частка скелястої маси планети (для випадку Kepler-452b використовувалось значення 1).
Якщо радіус досліджуваної планети при закріпленому значенні маси менший за радіус 100 % силікатної уявної планети, яка визначена 100 % часткою скелястості на кривій залізно-кам'янистого наповнення, то можна зробити висновок, що ця пара значень (Mp, Rp) задовольняє умову скелястості. Оскільки група дослідників не мала точного радіусу планети, а лише набір його значень, то було застосовано обидва вищезгадані методи з великою кількістю ітерацій розрахунків для кожного зі значень радіусу. Крім того, ймовірність, з якою планета може бути скелястою, була розрахована для обох результатів обробки спостережуваних параметрів материнської зорі — SpecMatch та Spectral Parameter Classification (SPC). Використовуючи роботу Лауренса Вейса, розрахована за допомогою методу SpecMatch ймовірність, що планета є скелястою, становила 40 %, а для SPC — 64 %. Аналогічно для підходу Енджі Вольфганг, ймовірності становили 49 % та 62 % відповідно для SpecMatch та SPC. Врешті-решт дослідники дійшли висновку — імовірно Kepler-452b є скелястою планетою. І у цьому випадку малоймовірно, що залізне ядро планети має велику масу.

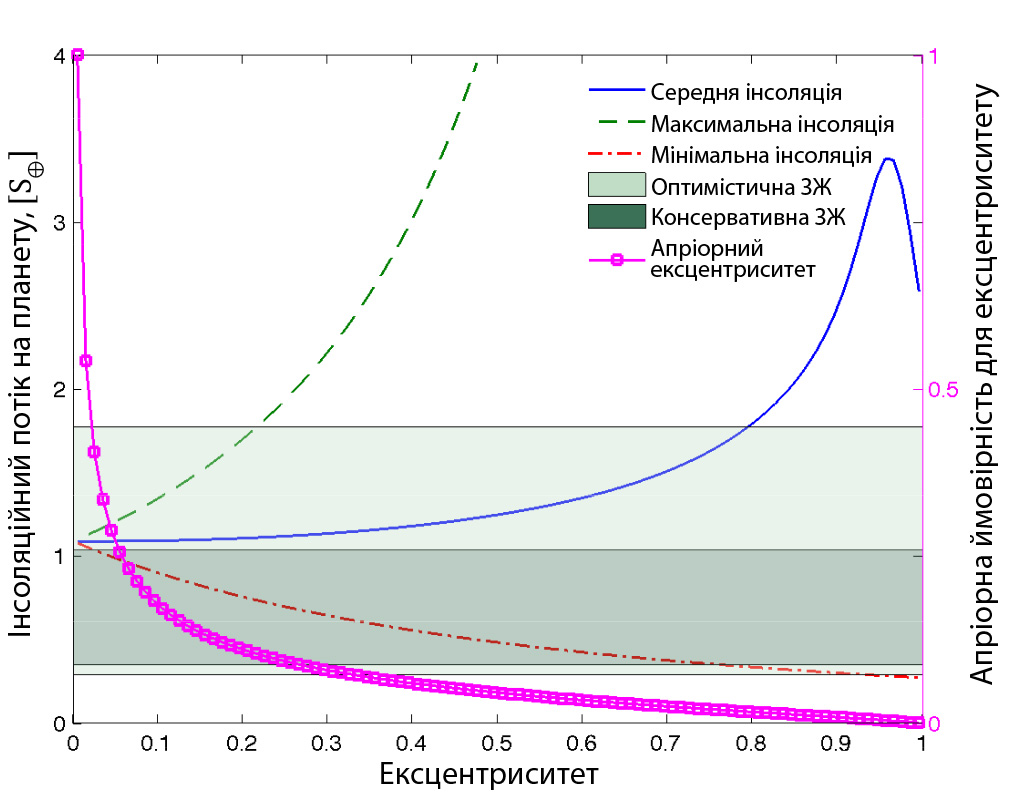
На графіку зображений інсоляційний потік, який отримує Kepler-452b, в одиницях відносно Землі як функція ексцентриситету орбіти. На діаграму також нанесена апріорна ймовірність для ексцентриситету інших транзитних екзопланет. Середній, максимальний та мінімальний потоки інсоляції позначені відповідно суцільною синьою, пунктирною зеленою кривою та червоною пунктирною лінією з крапками. Оптимістична та консервативні зони придатності до життя (на рисунку використана абревіатура «ЗЖ») позначені відповідно світло-зеленою та темно-зеленою областями. Апріорні значення ексцентриситету позначені фіолетовою лінією з квадратами.

Попри це, вчені зробили висновки, що навряд чи Kepler-452b може мати склад, подібний до земного. З використанням SpecMatch було обраховано густини інших планет, подібних до Землі, трьома вищезгаданими методами (Фортні, Вейса, Вольфганга), й отримані результати значно відрізнялись від передбачуваних (збігалися лише близько 16 % — 22 % значень). Це означає, що методи оцінки складу екзопланет з подібною до Земної структурою дуже неточні, і неможливо робити однозначних висновків, покладаючись на них.

##### Оцінка групою Цзінцзін Чєнь та Девіда Кіппінга
В березні 2016 року працівники кафедри астрономії Колумбійського університету Цзінцзін Чєнь та Девід Кіппінг опублікували звіт про їх роботу над оцінкою параметрів маси та радіусу позасонячних об'єктів та їх класифікацію. Вчені зібрали добре встановлені статистичні дані маси та радіусу для 316 астрономічних об'єктів і на цій основі розрахували нову математичну модель. Вона дозволяє отримувати масу досліджуваного об'єкта на основі його радіусу і навпаки. Щоб автоматизувати цей процес, вчені розробили програмний пакет «Forecaster» на мові програмування Python. Після повторного розрахунку параметрів деяких екзопланет вчені зробили власні припущення про їх класифікацію. Було встановлено, що маса для планети порядку 2,0 +0,7
−0,6 M⊕ є перехідною між планетами земного типу та мінінептунами.
Як приклад роботи розробленої моделі, вчені розглянули Kepler-452b, для якої було розраховане нове значення маси — 3,9 +2,9
−1,5 M⊕. Це значення було підставлено в модель для оцінки належності планети до типу скелястих земної групи. Отримане значення імовірності скелястості для Kepler-452b становило 13 %. Тому цією групою вчених був зроблений висновок, що скоріше за все Kepler-452b не є скелястою планетою, а відноситься до рідких мінінептунів.

#### Вплив ексцентриситету орбіти Kepler-452b на придатність до життя
За проведених фотометричних спостережень ексцентриситет орбіти Kepler-452b був погано вивчений, і його значення було розраховано з відносною точністю на основі математичних моделей. Для отримання точного значення ексцентриситету потрібно провести вимірювання радіальної швидкості планети (метод Доплера), що було неможливо на період фотометричних спостережень екзопланети (2009—2013 роки), оскільки яскравість її материнської зорі є занадто малою для цього (видима зоряна величина mV ≈ 13,367).
Щоб оцінити вплив набору значень ексцентриситету (величина e) на положення планети в зоні придатності до життя, було побудовано залежність відносного потоку інсоляції (величина S) від значення ексцентриситету. Рисунок праворуч показує зміну середнього, максимального та мінімального потоків інсоляції для моделі, в якій велика піввісь орбіти та період обертання навколо зірки для Kepler-452b є функціями значень ексцентриситету від 0 (відповідає коловій орбіті) до 1 (відповідає параболічній орбіті). Як видно з графіку, у той час, коли максимальний потік інсоляції перевищує значення S = 4S⊕ при e > 0,475, середній потік залишається в оптимістичній зоні придатності до життя (рання Венера) до моменту, коли ексцентриситет e досягає значення 0,8. Розподіл густини імовірності значень ексцентриситету для багатьох транзитних екзопланет (зображений на графіку фіолетовою кривою), який був побудований Джейсоном Роу (англ. Jason Rowe), показує, що в цілому значення ексцентриситету для більшості планет є дуже малими. При моделюванні дослідники визначили, що якби ексцентриситет Kepler-452b був e = 0, то інсоляційний потік на планету становив би 1,17 S⊕, а це всього на 9 % відрізняється від реального значення 1,10 S⊕ для e = 0,03. Отже, вчені дійшли висновку, що неточності значень ексцентриситету орбіти планети не мають суттєвого впливу на її перебування в зоні придатності до життя.

## Еволюція планетної системи

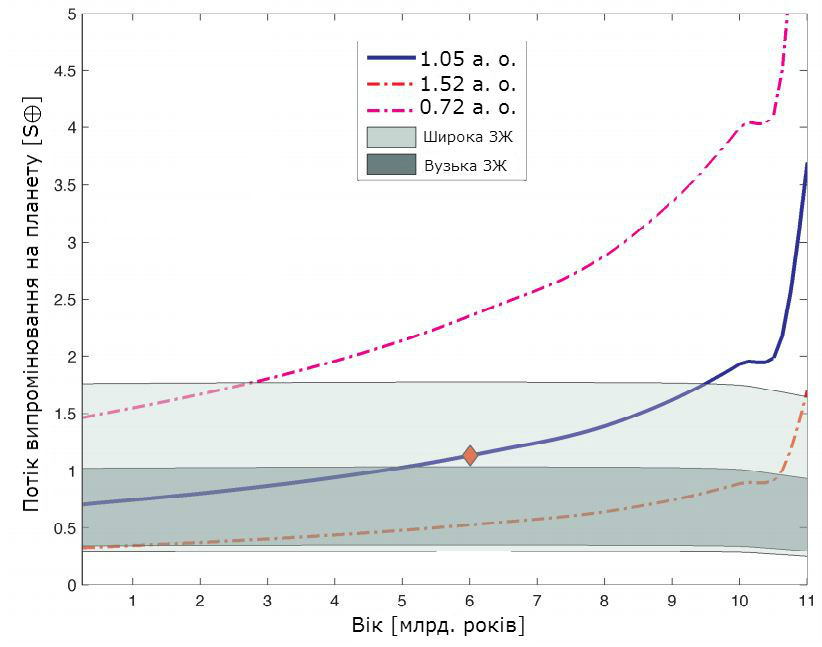
На діаграмі зображена часова еволюція зони, придатної для життя для Kepler-452b (синя лінія), гіпотетичного екзо-Марса (рожева пунктирна лінія) та екзо-Венери (померанчева пунктирна лінія). Точка відліку на горизонтальній часовій осі (абсцис) бере початок від моменту зародження планети. Темніша нижча область на графіку означає консервативну зону життя (абревіатура ЗЖ). Відповідно, світліша область — оптимістична зона життя. Як видно, перші 2,5 млрд років планета перебувала в консервативній зоні, отримуючи потік енергії приблизно 1,0369 в порівнянні із Землею. Ромбом позначено положення планети на теперішній момент часу.

Якщо провести порівняння між Сонцем та зорею Kepler-452, враховуючи досліджені параметри температури, маси та радіусу орбіти ≈ 1 а. о., то можна оцінити, як планетна система буде еволюціонувати впродовж свого існування. Це й було зроблено групою науковців, які дослідили еволюцію зорі та планети, опираючись на відомості про Сонячну систему.
Для отримання діаграми температура-світність з використанням вхідних параметрів маси (M☉ = 1,37) та металічності ([Fe/H] = 0,21) була використана вдосконалена Грегорі Фейденом (англ. Gregory A. Feiden), Жаквілем Джонсом (англ. Jaquille Jones) та Браяном Чабоєром (англ. Brian Chaboyer) модель еволюції зір, розроблена Дартмутським коледжем (англ. Dartmouth stellar evolution). Еволюція ефективної температури зорі дозволила отримати межі консервативної зони життя як функцію від часу. Крім того, отримана залежність світності від часу дозволила оцінити кількість енергії, яку отримуватиме планета впродовж перебування материнської зорі на головній послідовності.
При віці ≈6 млрд років зоря Kepler-452 та її планета приблизно на 1,5 млрд років старші за нашу Сонячну систему, а материнська зоря має приблизно на 10 % більший радіус. Планета Kepler-452b омивається потоком радіації від своєї зорі на ≈10 % більшим у порівнянні з сучасною Землею. Скориставшись висновками, зробленими у роботі Раві Коппарапу, вчені припустили, що оскільки маса зорі тільки на 4 % більша від сонячної, перші 5 млрд років планета провела в консервативній зоні життя, як видно з діаграми. Планета залишатиметься в оптимістичній зоні придатності до життя ще приблизно 3,5 млрд років до моменту, коли материнська зоря зійде з головної послідовності та стане швидко перетворюватись на червоний гігант.
Якщо припустити, що розглянута планетна система — майбутня версія нашої Сонячної системи і якщо додати в неї за аналогією екзо-Марс та екзо-Венеру, то інсоляційна еволюція цих планет буде дуже схожа на справжні Венеру та Марс. Екзо-Венера проведе тільки ≈3 млрд років в оптимістичній зоні життя, після чого залишить її. На відміну від неї, екзо-Марс перебуватиме в цій зоні ≈11 млрд років — тобто весь час життя на головній послідовності.
За результатами останніх досліджень та розрахунків літа 2015 року майже точно відомо, що Kepler-452b — це єдина планета, яка обертається довкола своєї зорі Kepler-452. Якщо прийняти, що дисперсія кута нахилу орбіти зорі Kepler-452 така сама, як і у Сонця (∼1,°9), то в цьому випадку припустима лише 10 % ймовірність, що в досліджуваній системі існує екзо-Венера. Для екзо-Марса ймовірність існування становить лише 6 %. Допоки інші служби детальніше не вивчать конкретну планетну систему (наприклад, SETI), залишається тільки гадати про розумну цивілізацію, яка могла б існувати на Kepler-452b чи інших планетах і супутниках, та її подальшу долю. Наприклад, така цивілізація могла мігрувати на іншу планету чи супутник ще 800 мільйонів років тому, коли потужний парниковий ефект міг спричинити масивне випаровування води з поверхні планети.

## Висвітлення Kepler-452b в непрофільній пресі

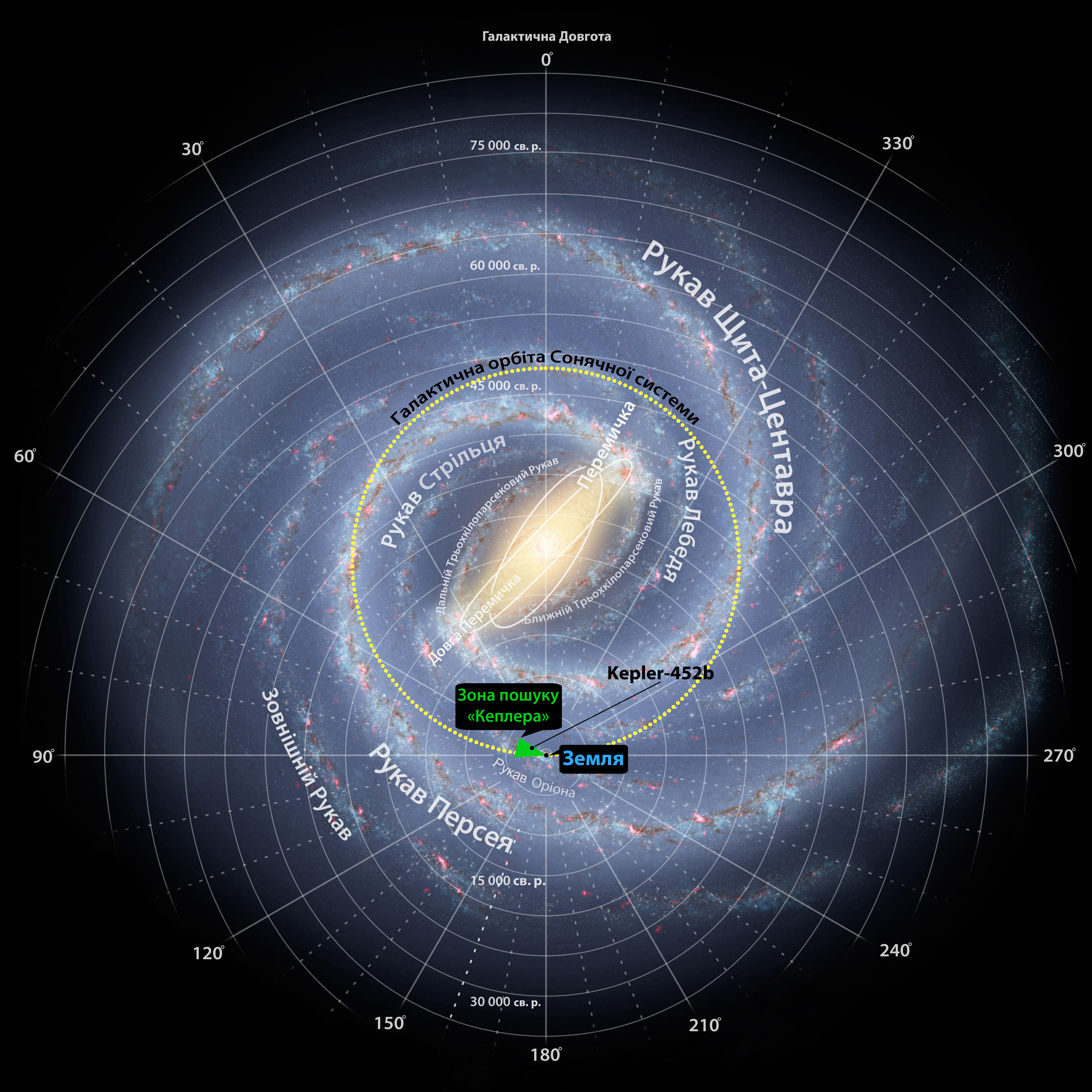
Місце розташування Kepler-452b на галактичній карті Чумацького Шляху. Жовтою пунктирною лінією позначена орбіта Сонячної системи навколо центра Галактики. Зелений трикутник показує ділянку зоряного неба, яку охоплює телескоп «Кеплер» при спостереженні.

Після конференції NASA, проведеної 23 липня 2015 року, інформація про Kepler-452b та його основні характеристики, оформлені у більшості випадків у список із «десяти фактів», набула широкого розголосу в різноманітній непрофільній пресі. На короткий проміжок часу ця тема стала однією з найбільш обговорюваних в Інтернеті. Планета одразу ж отримала в журналістів назву «Земля 2». Особливо високо журналістами була відзначена принципова можливість існування на екзопланеті життя, схожого на земне.
З приводу конференції NASA відносно Kepler-452b журналісти англомовного видання BBC написали статтю, в якій постарались зібрати й популярно викласти всю доступну інформацію про планету, включно з коментарями різних співробітників NASA та інших астрономів, як пов'язаних із цим дослідженням, так і незалежних. Журналісти британського таблоїда Дейлі ікспрес також взяли коментарі кількох науковців, сфокусувавши увагу на питанні, чи зможуть земляни в принципі жити на Kepler-452b, які виклики та складнощі будуть цьому заважати. Також із декількома російськими вченими-астрономами спілкувався російський телеканал ТВ Центр. Популярний російський інтернет-ресурс ПостНаука, присвячений популяризації фундаментальної науки та її сучасних досягнень, взяв інтерв'ю у російського астронома Дмитра Іонова (рос. Дмитрий Ионов), співробітника Інституту астрономії РАН. У цьому інтерв'ю Д. Іонов розповів, чим важливе це відкриття з погляду астрономії, які висновки з нього можуть бути зроблені, а також яка імовірність існування життя на планеті.
Після відкриття екзопланети на сайті служби новин ТСН була опублікована розгорнута стаття, що містила інфографіку з цієї тематики. Журналістами було зібрано значну частину основної інформації, яка на той час була відома, про планетну систему та про місію пошуку екзопланет у цілому. Також було зроблено короткий огляд роботи місії «Кеплер» та тематики пошуку позаземного життя в цілому (проекти SETI та Breakthrough Listen).
Про Kepler-452b оприлюднено коротку статтю інтернет-виданням Zaxid.net. Окрім загальної інформації про відкриття екзопланети, журналісти припустили, що вода на планеті може перебувати в рідкому агрегатному стані, а це необхідно для зародження білкових форм життя.
На сайті тижневика «Дзеркало тижня. Україна» було опубліковано коротку новину стосовно відкриття екзопланети. Журналісти назвали планету «другою Землею» та припустили, що на поверхні планети є сприятливі умови для існування життя.

У день оголошення про відкриття екзопланети на вебсайті тижневика КореспонденТ.net з'явилась розгорнута публікація з цього приводу. Журналісти наголосили, що на планеті має бути рідка вода. Через тиждень у журналі «КорреспонденТ» була опублікована стаття про Kepler-452b. Відтак, у середині серпня 2015 року цю статтю було викладено на офіційному сайті журналу в повному обсязі. Автори статті зробили короткий огляд історії відкриття планети, місії «Кеплер» та інших визначних астрономічних подій кількох попередніх років. Один з авторів статті, Павло Сивокінь, вважає, що відкриття Kepler-452b стане стимулом для майбутнього освоєння космосу. Під час написання статті журналісти взяли інтерв'ю у працівника Європейського космічного агентства Люсії Ленарес (англ. Lucia Linares). Стосовно езкопланети Ленарес сказала:
|  | Вона (екзопланета Kepler-452b — прим. ред.) на 1,5 млрд років старша Землі і, скоріш за все, нагадуватиме величезну кам'яну кулю. Хоча тепер ми точно знаємо, що ця планета не величезний згусток газу і на ній, можливо, є вода в рідкому стані. |

Інші популярні видання також опублікували на своїх ресурсах короткі повідомлення із загальними відомостями про планету. Серед них: інтернет-сегмент 5-го каналу, Обозреватель.ua, сайт телеканалу Еспресо TV, сайт агентства РБК-Україна, сайт УНІАН, сайт газети Вікна, BBC Україна та інші.
Щодо відстані від нашої Сонячної системи журналістами наводиться такий приклад: якщо летіти від Сонця до Kepler-452b на космічному апараті New Horizons зі швидкістю 59 000 км/год, то ця подорож триватиме приблизно 26 мільйонів років.

## Галерея
| |
| Порівняння Kepler-452b із Землею та іншими екзопланетами. Всі об'єкти згруповані за спектральним класом зорі, довкола якої обертаються (G, K, M), та лінійними розмірами. |

| |
| Kepler-452b та інші планети на енергетичній діаграмі. Вертикальна вісь означає температуру поверхні зорі, а горизонтальна — потік енергії, який отримує відповідна планета від свого світила. Темно-зелена зона характеризує оптимістичну зону придатності до життя, а світло-зелена — консервативну. |

| |
| Порівняння між внутрішньою частиною Сонячної системи (планети земної групи та Сонце), системою Kepler-452 та Kepler-186. Зеленими зонами позначено передбачувані зони придатності до життя для відповідних планетних систем. |

| |
| Анімована концептуальна ілюстрація Kepler-452b в уяві художника Тіма Пайла (англ. Tim Pyle). Ілюстрація в оригінальному розмірі: Kepler-452b artist concept - animated |